# Chung Jong-kwan
Chung Jong-kwan est un boxeur sud-coréen né le 30 novembre 1961 dans le district de Hampyeong.

## Carrière
Passé professionnel en 1981, il affronte son compatriote Kwon Soon-chun, champion du monde des poids mouches IBF, 25 janvier 1985. Le combat se termine sur un match nul tout comme la revanche le 17 juillet suivant mais il remporte leur troisième affrontement 20 décembre 1985 par arrêt de l'arbitre au 4e round. Jong-kwan est toutefois battu dès le combat suivant par un autre sud-coréen, Chung Bi-won, le 27 avril 1986. Il met un terme à sa carrière de boxeur en 1989 sur un bilan de 17 victoires, 11 défaites et 4 matchs nuls.

## Référence
1. ↑  (en) Jong-Kwan Chung v Soon Chun Kwon (boxrec.com)